# Franz Kern (Philologe)
Franz Georg Gustav Kern (* 9. Juli 1830 in Stettin; † 14. Dezember 1894 in Berlin) war ein deutscher klassischer Philologe, Germanist und Gymnasialdirektor.

## Leben
Franz Kern war der zweite Sohn und das fünfte Kind des Regierungssekretärs George Friedrich Kern. Franz Kern besuchte von Ostern 1840 bis Herbst 1848 das Stettiner Marienstiftsgymnasium, wo seine Lehrer Hermann Bonitz und Ludwig Giesebrecht die Liebe zu den Alten Sprachen in ihm weckten. So studierte Kern nach der Reifeprüfung Klassische Philologie und Germanistik in Berlin. Als sein Vater 1849 starb, finanzierte sich Kern sein Studium mit Privatunterricht. Das Examen für die Fächer Latein, Griechisch und Deutsch legte er 1851 ab und kehrte 1852 nach Stettin zurück, wo er Probandus am Marienstiftsgymnasium wurde. Hier übernahm er auch die Sorge für sein Vaterhaus, nachdem sein älterer Bruder 1851 verstorben war. Mit seiner Ernennung zum Mitglied des philologischen Seminars (1853) und der Festanstellung als Collaborator am Gymnasium (1854) sicherte Kern seinen Lebensunterhalt. Am Gymnasium unterrichtete er neben Latein, Griechisch und Deutsch auch Turnen und hielt privat Vorlesungen für Mädchen, die zu dieser Zeit keine weiterführende Schule in Stettin hatten. Seine familiären Verpflichtungen erfüllten sich, als 1857 seine Mutter starb und er wenig später eine seiner Schwestern verheiraten konnte. So konnte er 1859 als Subrektor an das neugegründete Gymnasium in Pyritz wechseln. 
Aber schon ein Jahr später gab er diese Stelle auf und ging als Oberlehrer an die Landesschule Pforta, die damals von Karl Ludwig Peter geleitet wurde. Hier heiratete Kern 1862 Klara Runge, Tochter eines Stettiner Arztes, die in Stettin seine Schülerin gewesen war. Ein Jahr später wurde ihr erstes Kind geboren, Otto Kern, der später wie sein Vater Philologie studierte. In Pforta hatte Kern auch zum ersten Mal seit seinem Studium Zeit für Forschungsarbeit. Bereits sein Lehrer Bonitz hatte ihn an die Philosophie von Platon und Aristoteles herangeführt, sein Stettiner Kollege Richard Volkmann mit Schopenhauer vertraut gemacht. In Pforta tauschte sich Kern mit seinem jüngeren Kollegen Max Heinze über die Vorsokratiker aus und veröffentlichte seine Forschungsergebnisse in Schulprogrammen. 
Als Heinze 1866 als Prinzenerzieher nach Oldenburg ging, empfahl er Kern auf das vakante Rektorat des dortigen Gymnasiums. Hier betätigte sich Kern wie zuvor als Lehrer und Forscher. Er beschäftigte sich zunächst mit der Philosophie der Eleaten. Gemeinsam mit seinem Kollegen Heinrich August Lübben gab er ein deutsches Lesebuch heraus. 1868 veröffentlichte er eine Schrift über Fr. Rückert’s Weisheit des Brahmanen, die 1885 in der zweiten Auflage erschien.
Schon nach drei Jahren kehrte Kern aus den engen Verhältnissen des Kleinstaates Oldenburg in seine preußische Heimat zurück, zunächst (Ostern 1869) als Direktor an das Städtische Gymnasium zu Danzig, dann 1871 als Direktor an das neugegründete städtische Gymnasium seiner Heimatstadt Stettin. Ein Höhepunkt seiner hiesigen Laufbahn war die 35. Philologenversammlung, die im Herbst 1880 in Stettin stattfand und von Kern geleitet wurde. Doch schon ein Jahr später wechselte Kern zum letzten Mal seinen Wirkungsort und ging als Direktor an das Köllnische Gymnasium zu Berlin. Hier wirkte er bis an sein Lebensende als Gymnasialdirektor, Direktor des königlichen pädagogischen Seminars und Mitglied des griechischen Sprachvereins Graeca. Seine Forschungen waren in den Berliner Jahren vor allem der Reform des Schulwesens und der deutschen Schulgrammatik gewidmet. Nach einer lebhaften Debatte in den 1880er Jahren fanden seine Reformvorschläge Eingang in das preußische Schulwesen. Nach langen Jahren fleißiger Tätigkeit zwang ihn 1894 eine Krankheit, sein Schulamt ruhen zu lassen und zuletzt auch die Forschungsarbeit einzustellen. Nach langer Schwäche starb er in der Nacht vom 14. zum 15. Dezember desselben Jahres.